# Battaglie di Kizugawaguchi
Le due battaglie di Kizugawaguchi (木津川口の戦い?, Kizugawaguchi no Tatakai) furono combattute durante l'assedio di Ishiyama Hongan-ji (1570-1580). Oda Nobunaga stava cercando di sconfiggere definitivamente gli Ikkō-ikki dell'Ishiyama Hongan-ji nella provincia di Settsu. Questa era la roccaforte primaria degli Ikkō-ikki (monaci guerrieri) che si opponevano da anni all'espansione dei domini del clan Oda. Nobunaga ordinò a Kuki Yoshitaka di organizzare un blocco navale alla fortezza per evitare che gli Ikki continuassero a ricevere rifornimenti via mare dai suoi alleati, tra cui il potente clan Mōri.

## Prima battaglia
Nella prima battaglia, nel 1576, i Mōri sconfissero la flotta di Yoshitaka, rompendo il blocco e portando rifornimenti alla fortezza. Entrambe le parti, per la prima volta, utilizzarono le armi da fuoco; ma fu la maggiore esperienza navale dei Mōri a fare la differenza.

## Seconda battaglia
Dua anni più tardi la fortezza di Ishiyama Hongan-ji resisteva ancora all'assedio di Oda Nobunaga, e la flotta Oda, comandata nuovamente da Kuki Yoshitaka cercò nuovamente di interrompere le linee di rifornimento del clan Mōri. Contrariamente al solito Yoshitaka sfidò il blocco dei Mōri con sei navi atakebune rivestite parzialmente in ferro.
Molti vascelli dei Mōri furono incendiati e affondati e la flotta Oda riuscì a rompere il blocco. I rifornimenti cessarono e la roccaforte venne espugnata due anni più tardi dopo esser stata accerchiata.
Tuttavia durante questa battaglia fu scoperto un difetto nel design delle ō-atakebune. Mentre i samurai Mōri si precipitavano a bordo di una di queste grandi navi tutti i guerrieri in difesa corsero da quella parte del ponte per affrontarli e la nave si capovolse quando il suo centro di gravità si spostò tutto su un lato.
Yoshitaka sconfisse i Mōri ancora una volta l'anno successivo.